# Майк Річардс
Майк Річардс (англ. Mike Richards) — канадський хокеїст. Народився 11 лютого 1985 року в місті Кенора. Капітан команди НХЛ Філадельфія Флайєрс.

## Кар'єра

### ОХЛ
Майк Річардс розпочав свою кар'єру на юніорському рівні в команді Кітченер Рейнджерс, що виступає в ОХЛ, в 2001 році. З перших же матчів він став одним з лідерів колективу, набираючи більше одного очка в середньому за гру. В сезоні 2002-03 років команда Річардса виграла Меморіальний кубок, а сам хокеїст став найкращим бомбардиром команди як у регулярній першості так і вплей-оф. По закінченню сезону, влітку 2003-го Майка під загальним #24 було обрано на драфті новачків НХЛ командою Філадельфія Флайєрс.
Однак наступні два сезони він провів так само в Кітченері. Лише наприкінці сезону 2004—2005 років, після вильоту з плей-оф «Рейнджерів», Річардса було запрошено до фарм-клубу Флайерс, Філадельфія Фантомс. В плей-оф АХЛ хокеїст провів 14 поєдинків, в котрих набрав 15 очок (4 показник в плей-оф), ставши одним з головних ковалів успіху філадельфійців у завоюванні ними кубку Колдера.

## Статистика
| Сезон                       | Клуб                        | Ліга                        | Регулярна першість          | Регулярна першість          | Регулярна першість          | Регулярна першість          | Плей-оф | Плей-оф | Плей-оф | Плей-оф |
| Сезон                       | Клуб                        | Ліга                        | І                           | Г                           | П                           | О                           | І       | Г       | П       | О       |
| --------------------------- | --------------------------- | --------------------------- | --------------------------- | --------------------------- | --------------------------- | --------------------------- | ------- | ------- | ------- | ------- |
| 2001-2002                   | Кітченер Рейнджерс          | OHL                         | 65                          | 20                          | 38                          | 58                          | 4       | 0       | 1       | 1       |
| 2002-2003                   | Кітченер Рейнджерс          | OHL                         | 67                          | 37                          | 50                          | 87                          | 21      | 9       | 18      | 27      |
| 2003-2004                   | Кітченер Рейнджерс          | OHL                         | 58                          | 36                          | 53                          | 89                          | 1       | 0       | 0       | 0       |
| 2004-2005                   | Кітченер Рейнджерс          | OHL                         | 43                          | 22                          | 36                          | 58                          | 15      | 11      | 17      | 28      |
| 2004-2005                   | Філадельфія Фантомс         | AHL                         | -                           | -                           | -                           | -                           | 14      | 7       | 8       | 15      |
| 2005-2006                   | Філадельфія Флайєрс         | НХЛ                         | 79                          | 11                          | 23                          | 34                          | 6       | 0       | 1       | 1       |
| 2006-2007                   | Філадельфія Флайєрс         | НХЛ                         | 59                          | 10                          | 22                          | 32                          | -       | -       | -       | -       |
| 2007-2008                   | Філадельфія Флайєрс         | НХЛ                         | 73                          | 28                          | 47                          | 75                          | 17      | 7       | 7       | 14      |
| 2008-2009                   | Філадельфія Флайєрс         | НХЛ                         | 79                          | 30                          | 50                          | 80                          | 6       | 1       | 4       | 5       |
| Всього в НХЛ                | Всього в НХЛ                | Всього в НХЛ                | 290                         | 79                          | 142                         | 221                         | 29      | 8       | 12      | 20      |
| Всього на чемпіонатах світу | Всього на чемпіонатах світу | Всього на чемпіонатах світу | Всього на чемпіонатах світу | Всього на чемпіонатах світу | Всього на чемпіонатах світу | Всього на чемпіонатах світу | 9       | 3       | 2       | 5       |

## Трофеї
- Володар Кубка Стенлі (2012)
- Чемпіон світу серед молоді 2005
- Володар Меморіального кубку 2003
- Володар Кубку Колдера 2005